# شاشی رویا
شاشی رویا (انگلیسی: Shashi Ruia) (زاده ۱۹۳۱) کارآفرین، بازرگان و مدیر ارشد اجرایی هندی است، که در سال ۱۹۶۹ گروه اسار را تأسیس نمود.